# División de Honor 1997-1998 (hockey su pista)
La División de Honor 1997-1998 è stata la 29ª edizione del torneo di primo livello del campionato spagnolo di hockey su pista; disputato tra il 18 ottobre 1997 e il 24 maggio 1998 si è concluso con la vittoria del Barcellona, al suo undicesimo titolo.

## Stagione

### Formula
La División de Honor 1997-1998 vide ai nastri di partenza sedici club; la manifestazione fu organizzata con un girone all'italiana, con gare di andata e ritorno per un totale di 30 giornate: erano assegnati due punti per l'incontro vinto e un punto a testa per l'incontro pareggiato, mentre non ne era attribuito alcuno per la sconfitta. Al termine del campionato la squadra prima classificata venne proclamata campione di Spagna mentre le ultime tre retrocedettero direttamente in Primera Division, il secondo livello del campionato.

## Classifica finale
|                   | Pos. | Squadra         | Pt | G  | V  | N | P  | GF  | GS  | DR   |
| ----------------- | ---- | --------------- | -- | -- | -- | - | -- | --- | --- | ---- |
| Spagna (bandiera) | 1.   | Barcellona      | 57 | 30 | 28 | 1 | 1  | 212 | 45  | +167 |
|                   | 2.   | Vic             | 48 | 30 | 22 | 4 | 4  | 122 | 62  | +60  |
|                   | 3.   | Igualada        | 47 | 30 | 22 | 3 | 5  | 129 | 52  | +77  |
|                   | 4.   | Reus Deportiu   | 42 | 30 | 19 | 4 | 7  | 116 | 70  | +46  |
|                   | 5.   | Alcobendas      | 40 | 30 | 16 | 8 | 7  | 118 | 89  | +29  |
|                   | 6.   | Noia            | 36 | 30 | 17 | 2 | 11 | 103 | 81  | +22  |
|                   | 7.   | Vilafranca      | 33 | 30 | 13 | 7 | 10 | 103 | 109 | -6   |
|                   | 8.   | Liceo La Coruña | 30 | 30 | 11 | 8 | 11 | 106 | 93  | +13  |
|                   | 9.   | Voltregà        | 29 | 30 | 11 | 7 | 12 | 83  | 89  | -6   |
|                   | 10.  | Tordera         | 28 | 30 | 12 | 4 | 14 | 89  | 111 | -22  |
|                   | 11.  | Flix            | 26 | 30 | 10 | 6 | 14 | 79  | 109 | -30  |
|                   | 12.  | Mataró          | 21 | 30 | 6  | 9 | 15 | 77  | 123 | -46  |
|                   | 13.  | Areces          | 14 | 30 | 3  | 8 | 19 | 55  | 141 | -86  |
|                   | 14.  | Piera           | 12 | 30 | 4  | 4 | 22 | 60  | 136 | -76  |
|                   | 15.  | Arenys de Munt  | 11 | 30 | 2  | 7 | 21 | 69  | 137 | -68  |
|                   | 16.  | Vila Seca       | 6  | 30 | 2  | 2 | 26 | 64  | 138 | -74  |

Legenda:
  Vincitore della Coppa del Re 1998.
  Partecipa ai play-off.
      Campione di Spagna e ammessa alla CERH Champions League 1998-1999.
      Ammesse alla CERH Champions League 1998-1999.
      Ammesse alla Coppa CERS 1998-1999.
      Retrocesse in Primera Division 1998-1999.
Note:
Due punti a vittoria, uno a pareggio, zero a sconfitta.